# Jonathan Cooper
Jonathan Javell Cooper (Wilmington, 19 gennaio 1990) è un giocatore di football americano statunitense che milita nel ruolo di offensive guard per gli Oakland Raiders della National Football League (NFL). Fu scelto nel corso del primo giro (settimo assoluto) del Draft NFL 2013 dagli Arizona Cardinals. Al college giocò a football all’Università della Carolina del Nord a Chapel Hill venendo premiato come All-American.

## Carriera professionistica

### Arizona Cardinals
Cooper era considerato uno dei migliori prospetti tra le guardie selezionabili nel Draft NFL 2013 e venne pronosticato come una scelta tra le prime dieci assolute. L'ultimo offensive lineman proveniente dalla North Carolina University ad essere scelto nel primo giro era stato Harris Barton nel Draft NFL 1987. Il 25 aprile fu selezionato come settimo assoluto dagli Arizona Cardinals. Il 28 luglio firmò un contratto quadriennale del valore di 14,55 milioni di dollari (11,12 milioni garantiti) di cui 8,96 milioni di bonus alla firma. Nella terza gara di pre-stagione contro i San Diego Chargers, Cooper si ruppe una gamba, venendo costretto a saltare l'intera annata da rookie.
Cooper debuttò come professionista nel 2014 subentrando nel Monday Night Football della settimana 1 vinto contro i Chargers. La sua annata si concluse con 10 presenze, di cui 2 come titolare.

### New England Patriots
Il 15 marzo 2016, Cooper, assieme a una scelta del secondo giro del Draft NFL 2016, fu scambiato con i New England Patriots per il Pro Bowler Chandler Jones. Iniziò la stagione come riserva, perdendo il posto di guardia titolare in favore di Shaq Mason e del rookie Joe Thuney. Fu svincolato l'8 ottobre 2016.

### Cleveland Browns
Il 10 ottobre 2016, Cooper firmò coi Cleveland Browns. Fu svincolato il 27 dicembre 2016.

### Dallas Cowboys
Il 4 gennaio 2017, Cooper firmò coi Dallas Cowboys.